# 泉州工程职业技术学院
泉州工程职业技术学院是中华人民共和国的一所全日制专科民办普通高等职业学校，位于福建省南安市。
2013年11月19日，福建省人民政府同意设立泉州工程职业技术学院，学院地址设在南安市教育园区。